# Copa de Costa de Marfil
La Copa de Costa de Marfil es el torneo de copa de fútbol a nivel de clubes más importante de Costa de Marfil, se disputa desde 1960 y es organizada por la Federación Marfileña de Fútbol.

## Formato
Pueden participar todos los equipos afiliados a la Federación y se juega bajo un sistema de eliminación directa.
El equipo campeón clasifica a la Copa Confederación de la CAF.

## Finales
| Temporada   | Campeón                       | Resultado         | Finalista                     |
| ----------- | ----------------------------- | ----------------- | ----------------------------- |
| 1953        | Africa Sports National        | 5 - 0             | RC Bouaké                     |
| 1954        | Africa Sports National        | 1 - 0             | ASEC Mimosas                  |
| 1955        | Jeunesse Club d'Abidjan       |                   |                               |
| 1956        | Africa Sports National        | 6 - 3             | Étoile Filante de Bouaké      |
| 1957        | ASEC Mimosas                  | 1 - 0             | Étoile Filante de Bouaké      |
| 1958        | Africa Sports National        | 6 - 3             | US Fermiers d'Agnibilékrou    |
| 1959        | Stella Club d'Adjamé          |                   |                               |
| 1960        | Espoir de Man                 | 6 - 1             | Réveil Club de Daloa          |
| 1961        | Africa Sports National        | 2 - 1             | Stade d'Abidjan               |
| 1962        | ASEC Mimosas                  | 4 - 2             | Africa Sports National        |
| 1963        | Jeunesse Club d'Abidjan       | 2 - 1             | Union S. Man                  |
| 1964        | Africa Sports National        | 1 - 0             | AS RAN (Agboville)            |
| 1967        | ASEC Mimosas                  | 2 - 1             | Stella Club d'Adjamé          |
| 1968        | ASEC Mimosas                  | 3 - 2             | Stade d'Abidjan               |
| 1969        | ASEC Mimosas                  | 2 - 2 (2-1 pen.)  | Africa Sports National        |
| 1970        | ASEC Mimosas                  | 2–2, 0–0, 2–1     | Stella Club d'Adjamé          |
| 1971        | Stade d'Abidjan               | 4 - 1             | Sporting Club de Gagnoa       |
| 1972        | ASEC Mimosas                  | 2 - 1             | Stade d'Abidjan               |
| 1973        | ASEC Mimosas                  | 2 - 1             | Stella Club d'Adjamé          |
| 1974        | Stella Club d'Adjamé          | 2 - 0             | Africa Sports National        |
| 1975        | Stella Club d'Adjamé          | 1 - 1 (4-2 pen.)  | Sporting Club de Gagnoa       |
| 1976        | Stade d'Abidjan               | 3 - 3 (4-2 pen.)  | ASEC Mimosas                  |
| 1977        | Africa Sports National        | 1 - 1 (4-3 pen.)  | Alliance Bouaké               |
| 1978        | Africa Sports National        | 1 - 1 (3-1 pen.)  | Sporting Club de Gagnoa       |
| 1979        | Africa Sports National        | 6 - 2             | Sporting Club de Gagnoa       |
| 1980        | Réveil Club de Daloa          | 2 - 1             | Stella Club d'Adjamé          |
| 1981        | Africa Sports National        | 2 - 1             | Stella Club d'Adjamé          |
| 1982        | Africa Sports National        | 1 - 0             | ES Senou                      |
| 1983        | ASEC Mimosas                  | 2 - 0             | USC Bassam                    |
| 1984        | Stade d'Abidjan               | 2 - 0             | Sporting Club de Gagnoa       |
| 1985        | Africa Sports National        | 3 - 0             | Sporting Club de Gagnoa       |
| 1986        | Africa Sports National        | 1 - 0             | ASEC Mimosas                  |
| 1987        | ASC Bouaké                    | 2 - 1             | EECI                          |
| 1988        | ASI Abengourou                | 2 - 1             | Stade d'Abidjan               |
| 1989        | Africa Sports National        | 2 - 1             | AS Sotra                      |
| 1990        | ASEC Mimosas                  | 2 - 0             | Sporting Club de Gagnoa       |
| 1993        | Africa Sports National        | 2 - 1             | ASC Bouaké                    |
| 1994        | Stade d'Abidjan               | 4 - 2             | Africa Sports National        |
| 1995        | ASEC Mimosas                  | 2 - 0             | Stade d'Abidjan               |
| 1996        | Société Omnisports de l'Armée | 0 - 0 (10-9 pen.) | Africa Sports National        |
| 1997        | ASEC Mimosas                  | 4 - 0             | Africa Sports National        |
| 1998        | Africa Sports National        | 3 - 0             | Stade d'Abidjan               |
| 1999        | ASEC Mimosas                  | 5 - 0             | Séwé Sports de San Pédro      |
| 2000        | Stade d'Abidjan               | 2 - 1             | ASEC Mimosas                  |
| 2001        | Alliance Bouaké               | 2 - 0             | ASC Bouaké                    |
| 2002        | Africa Sports National        | 2 - 0             | RFC Daoukro                   |
| 2003        | ASEC Mimosas                  | 1 - 1 (4-2 pen.)  | Africa Sports National        |
| 2004        | Club Omnisports de Bouaflé    | 2 – 1             | Stade d'Abidjan               |
| 2005        | ASEC Mimosas                  | 1 - 0             | Séwé Sports de San Pédro      |
| 2006        | Issia Wazi                    | 1 - 0             | Société Omnisports de l'Armée |
| 2007        | ASEC Mimosas                  | 3 - 0             | Issia Wazi                    |
| 2008        | ASEC Mimosas                  | 1 - 0             | Jeunesse Club d'Abidjan       |
| 2009        | Africa Sports National        | 2 - 1             | ASEC Mimosas                  |
| 2010        | Africa Sports National        | 2 - 0             | Jeunesse Club d'Abidjan       |
| 2011        | ASEC Mimosas                  | 1 - 1 (5-4 pen.)  | ASI Abengourou                |
| 2012        | Stella Club d'Adjamé          | 1 - 0             | Séwé Sports de San Pedro      |
| 2013        | ASEC Mimosas                  | 0 - 0 (5-4 pen.)  | Stella Club d'Adjamé          |
| 2014        | ASEC Mimosas                  | 2 - 1             | Séwé Sports de San Pedro      |
| 2015        | Africa Sports National        | 1 - 0             | Club Omnisports de Bouaflé    |
| 2016        | Séwé Sports de San Pédro      | 2 - 1             | ASEC Mimosas                  |
| 2017        | Africa Sports National        | 3 - 0             | AS Tanda                      |
| 2018        | ASEC Mimosas                  | 1 - 1 (5-3 pen.)  | Stade d'Abidjan               |
| 2019        | FC San Pédro                  | 1 - 0             | AFAD Djékanou                 |
| 2020 - 2022 | No disputada                  | No disputada      | No disputada                  |
| 2023        | ASEC Mimosas                  | 2 - 0             | AFAD Djékanou                 |
| 2024        | Racing Club d'Abidjan         | 1 - 0             | ASEC Mimosas                  |
| 2025        | FC San Pédro                  | 1 - 1 (4-2 pen.)  | Racing Club d'Abidjan         |

## Títulos por club
| Club                          | Campeón | Subcampeón | Años campeón |
| ----------------------------- | ------- | ---------- | --- |
| ASEC Mimosas (Abiyán)         | 22      | 7          | 1957, 1962, 1967, 1968, 1969, 1970, 1972, 1973, 1983, 1990, 1995, 1997, 1999, 2003, 2005, 2007, 2008, 2011, 2013, 2014, 2018, 2023 |
| Africa Sports National        | 21      | 7          | 1953, 1954, 1956, 1958, 1961, 1964, 1977, 1978, 1979, 1981, 1982, 1985, 1986, 1989, 1993, 1998, 2002, 2009, 2010, 2015, 2017       |
| Stade d'Abidjan               | 5       | 8          | 1971, 1976, 1984, 1994, 2000 |
| Stella Club d'Adjamé          | 4       | 6          | 1959, 1974, 1975, 2012 |
| Jeunesse Club d'Abidjan       | 2       | 2          | 1955, 1963 |
| FC San Pédro                  | 2       | -          | 2019, 2025 |
| Séwé Sports de San Pédro      | 1       | 4          | 2016 |
| ASC Bouaké                    | 1       | 2          | 1987 |
| Alliance Bouaké               | 1       | 1          | 2001 |
| ASI Abengourou                | 1       | 1          | 1988 |
| Réveil Club de Daloa          | 1       | 1          | 1980 |
| Issia Wazi                    | 1       | 1          | 2006 |
| Société Omnisports de l'Armée | 1       | 1          | 1996 |
| Club Omnisports de Bouaflé    | 1       | 1          | 2004 |
| Racing Club d'Abidjan         | 1       | 1          | 2024 |
| Espoir de Man                 | 1       | -          | 1960 |
| Sporting Club de Gagnoa       | -       | 7          | ----- |
| AFAD Djékanou                 | -       | 2          | ----- |
| Étoile Filante de Bouaké      | -       | 2          | ----- |
| AS RAN (Agboville)            | -       | 1          | ----- |
| AS Sotra                      | -       | 1          | ----- |
| EECI                          | -       | 1          | ----- |
| ES Senou1                     | -       | 1          | ----- |
| RFC Daoukro                   | -       | 1          | ----- |
| Union S. Man                  | -       | 1          | ----- |
| USC Bassam                    | -       | 1          | ----- |
| AS Tanda                      | -       | 1          | ----- |
| US Fermiers d'Agnibilékrou    | -       | 1          | ----- |
| RC Bouaké                     | -       | 1          | ----- |

1- También conocido como CNOU.